# Lissosculpta basalis
Lissosculpta basalis là một loài tò vò trong họ Ichneumonidae.